# Laarbeek (Grimbergen/Zemst)

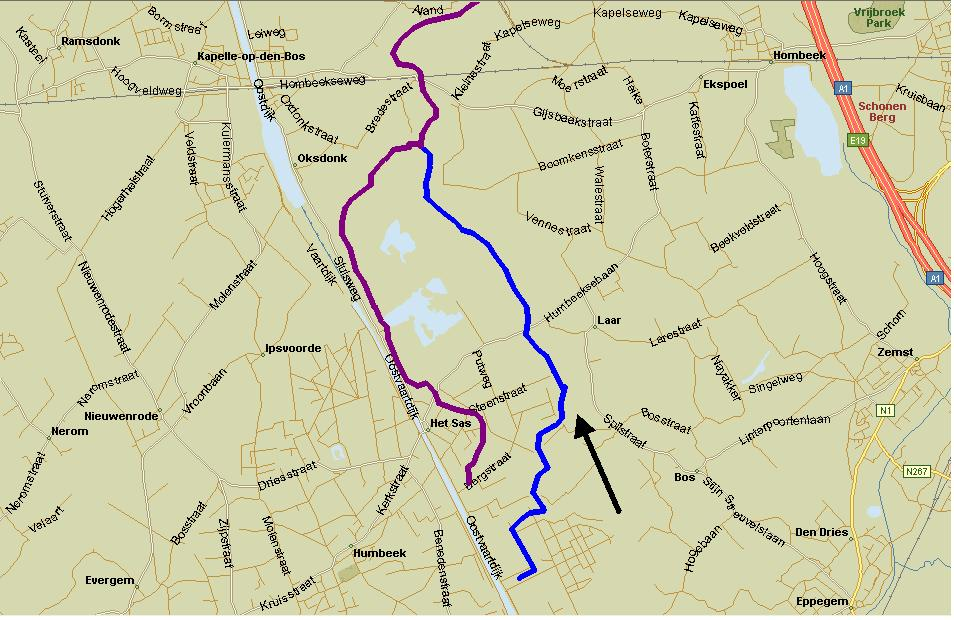
Kaartje van de Laarbeek (blauw) en de beek waar ze in uitmondt, de Aabeek (paars). De zwarte pijl geeft de stroomrichting aan.

De Laarbeek (soms ook Larebeek) is een 7 km lange beek in de Belgische provincie Vlaams-Brabant. De beek begint bij de vijvers van het Kasteel Groeneveld in het Kattemeuterbos in Grimbergen en mondt uit in de Aabeek nabij Oxdonk. Het woord laar is een toponiem voor een bosachtig, moerassig terrein.

## Verloop van de beek
Na het Kattemeuterbos te verlaten volgt de Laarbeek gedurende enkele kilometers de grens tussen de gemeenten Grimbergen en Zemst. Aan de Humbeeksebaan, op de grens met Zemst en Grimbergen, bevindt zich een waterzuiveringsinstallatie om de beek te zuiveren. Nadat ze de grens van beide gemeentes verlaat en volledig in Zemst komt te liggen, stroomt ze vrijwel onmiddellijk door het natuurgebied Kollinten en het oosten van het Bos van Aa. De beek is tot aan het Kollinten amper een meter breed, maar in het zeer drassige Kollintenbos kan ze in natte periodes soms wel 100 meter buiten haar oevers treden. Nadat ze het bos van 35 hectare verlaat lijkt het wel alsof ze door een flessenhals gaat en wordt ze voor haar verdere loop terug amper een meter breed. Ter hoogte van het Bos van Aa mondt de beek uit in de Aabeek.
Het begin van de beek bevindt zich op zo'n 11 meter en de monding op zo'n 7 meter boven de zeespiegel.

## Geschiedenis
Op de Ferrariskaarten uit 1777 is te zien dat de beek niet begint bij het Kattemeuterbos, maar bij de nu zo genoemde "Drie Minetten", de grens tussen Zemst-Bos en Zemst-Laar. Op de Popp-kaarten van rond 1850 zien we de beek wel vanaf het Katte Meuter Bosch beginnen, ze draagt wel de naam Leybeek. Bij de hoeve Groeneveld werd immers een vijver gelegd en de afwatering werd via deze beek geregeld. Daarom werd het toen al bestaande stuk uitgediept en kwam het dus op de kaarten. In 1849 is ze op de kaart van Zemst te zien als de Laerebeek.

## Galerij

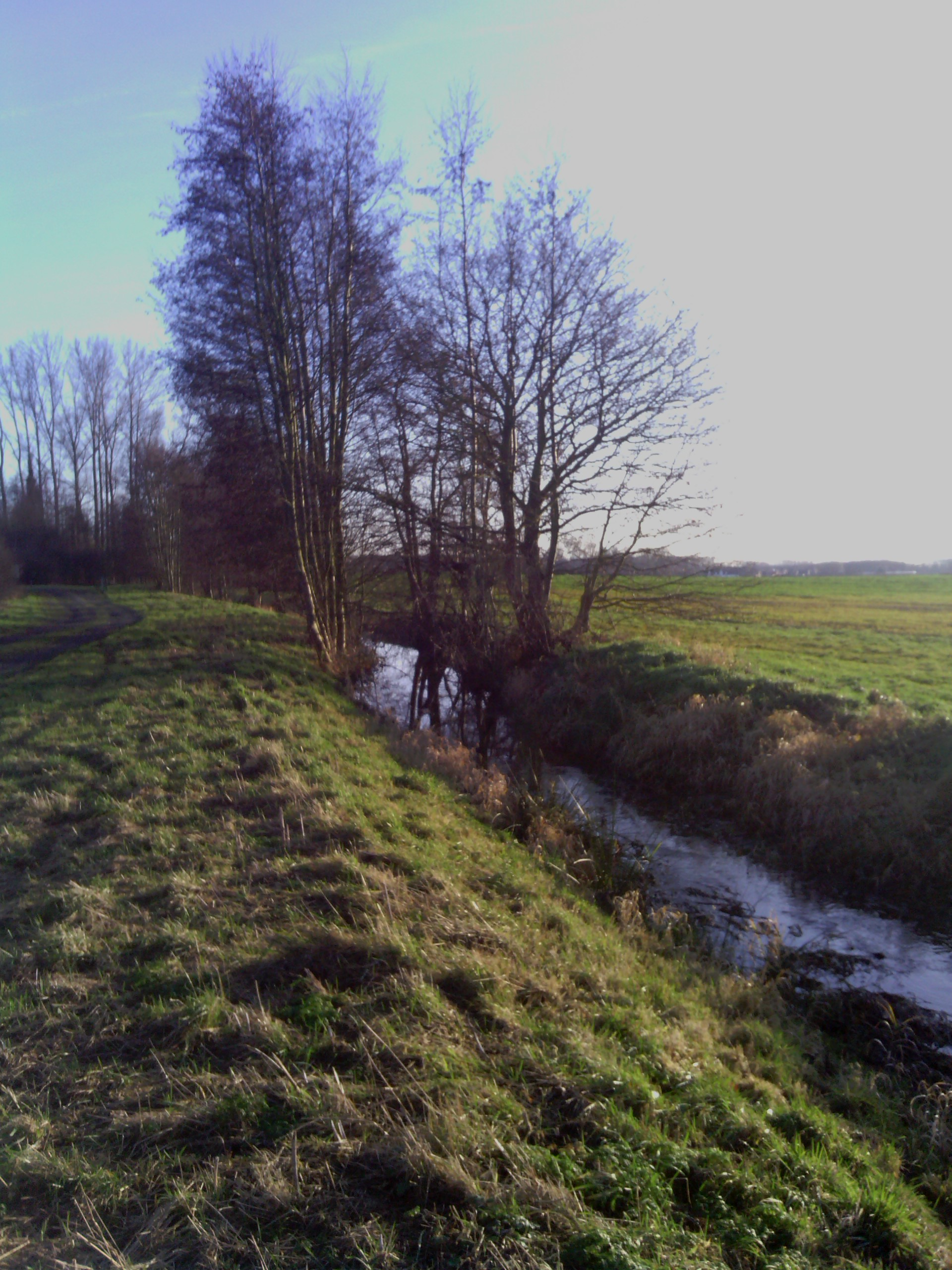
De Laarbeek net voordat ze in het Kollintenbos komt.
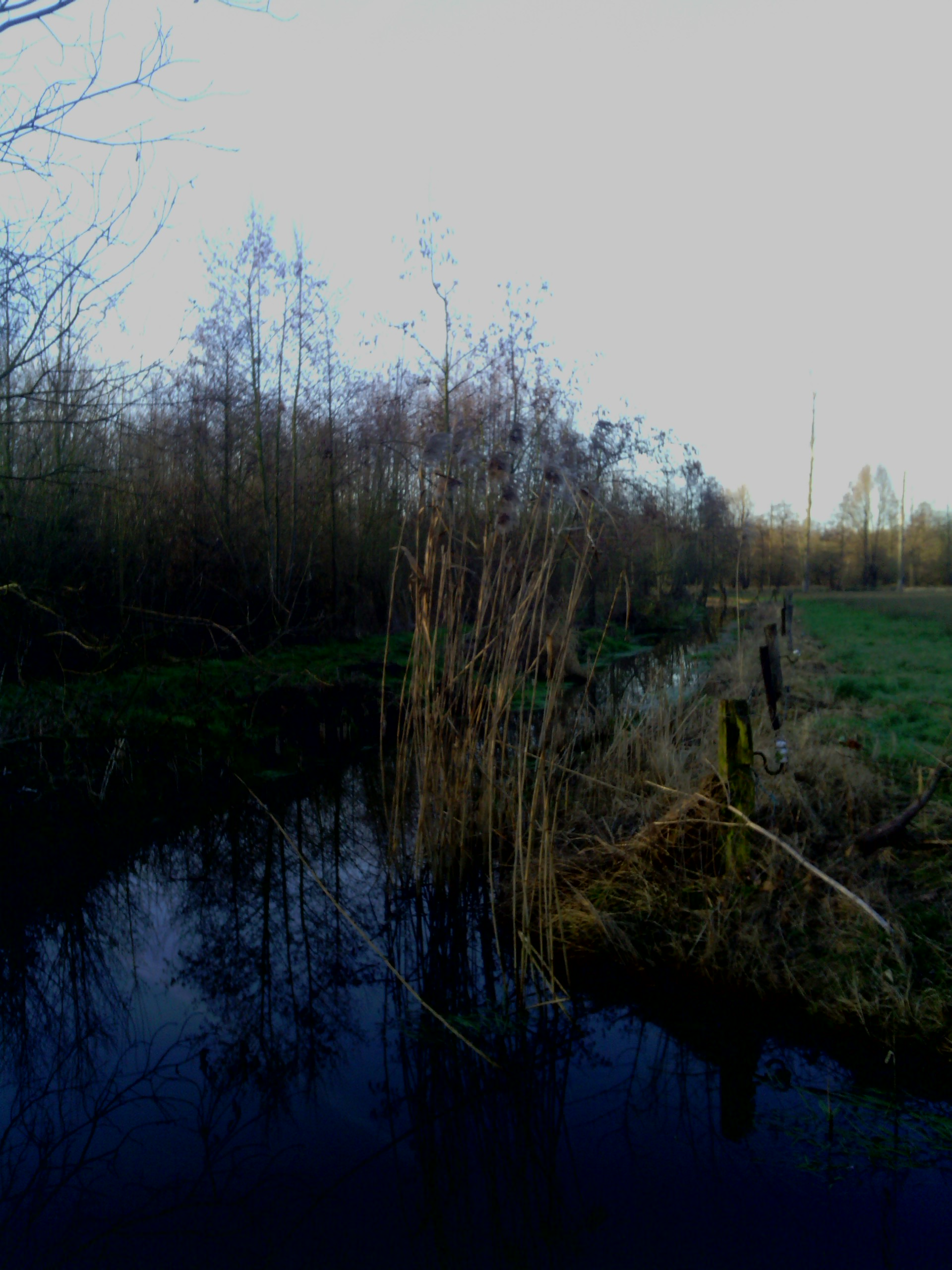
Een kronkel van de Laarbeek in het Kollintenbos.